# Barcelona 92 (película)
Barcelona 92 es un largometraje escrito y dirigido por Ferran Ureña, estreno en abril de 2016. Fue rodado en Barcelona

## Producción
La película es un retrato del movimiento contracultural que se vivió a finales de los 80 y principios de los 90 en Barcelona. Con motivo de la celebración de los juegos olímpicos. La película narra hechos históricos como la Operación Garzón, así como la violencia que se vivió en los campos de fútbol y las calles. Por parte de Boixos Nois y Brigadas Blanquiazules. 

## Argumento
Irónico y crítico drama ambientado en la Barcelona de los años 90. Una pelea en el barrio de Gracia termina con diversos heridos por arma blanca. Tras una aparente normalidad, ese suceso hace que diversas vidas se entrecrucen en el verano e invierno del 92.

## Ambientación
La película está ambientada en diferentes barrios de Barcelona de los años 90. Tales como Sarriá, Pueblo Nuevo, Verneda, Les Corts.

## Banda sonora
La banda sonora corre a cargo de diferentes canciones de grupos de la época. Y una adaptación de la canción Ceremony de Joy Division por parte del grupo Dr Jimmy.

## Repercusión
Su imagen rompedora y directa y la visión decadente de una Barcelona glorificada por los años, han sido sus principales bazas para ganarse el título de película de culto. 